# هرمان فون سالزا
هرمان فون سالزا (انگلیسی: Hermann von Salza; ۱ ژانویهٔ ۱۱۷۰ – ۲۰ مارس ۱۲۳۹)، رئیس بزرگ شوالیه‌های تتونیک از سال ۱۲۱۰ تا ۱۲۳۹ میلادی بود. تلاش و قدرت دیپلماتیک وی سبب شد تا پاپ و امپراتور مقدس روم اجازه تأسیس شوالیه‌های تتونیک را در پروس دهند.